# Cotopaxi (Schiff)
Die Cotopaxi war ein US-amerikanisches Frachtschiff, das als verschollen galt, bis 95 Jahre nach dem Untergang das Wrack identifiziert wurde. Sie wurde 1918 in Ecorse in Michigan gebaut und gehörte zum Zeitpunkt des Verlustes der Clinchfield Navigation Company. Benannt wurde sie nach dem ecuadorianischen Vulkan Cotopaxi.

## Das Schiff
Die Cotopaxi war das vierte Schiff einer Serie von 24 Frachtdampfern, die im März 1918 vom US Shipping Board bei der Werft in Auftrag gegeben wurden. Siebzehn dieser Schiffe wurden nach demselben Entwurf in Ecorse gebaut. Die Konstruktion ordnete Kabinen und Maschinenräume achtern an und war zum Transport von Massengut gedacht. Die Maschinenanlage bestand aus einer Dreifach-Expansions-Dampfmaschine, die von zwei kohlenbefeuerten Kesseln angetrieben wurde. Der Bau der Cotopaxi dauerte von der Kiellegung bis zum Stapellauf 78 Tage. Sie wurde am 30. November 1918 abgeliefert und war für den Einsatz an der Ostküste Südamerikas vorgesehen. 1919, auf der Fahrt von Philadelphia nach Salvador da Bahia, lief die Cotopaxi im Braganza Kanal vor Brasilien auf Grund und kam erst wieder frei, nachdem ein Teil der Ladung geleichtert worden war. Sie wurde in Brasilien repariert, die Kosten betrugen 200.000 Dollar. Am 23. Dezember des Jahres wurde sie für 375.000 Dollar an die Clinchfield Navigation verkauft.

### Verlust
Am 29. November 1925 lief die Cotopaxi mit einer Ladung Kohle von Charleston aus mit Bestimmung nach Havanna. An Bord waren 32 Mann Besatzung. Das Schiff geriet in einen Sturm. Am 1. Dezember 1925 meldete der Kapitän über Funk Schlagseite und Wassereinbruch. Die Eigentümer versuchten per Funk Kontakt aufzunehmen. Zudem suchte ein Zollkutter nach dem Schiff. Beide Maßnahmen blieben ohne Erfolg, und das Schiff galt als verschollen. Es war die erste Verlustmeldung bei Lloyd’s des Jahres 1926.

## Wrack
Im Januar 2020 konnte ein Wrack, das seit 1985 als Bear Wreck bekannt war, als das der Cotopaxi identifiziert werden, nachdem bei einer Suche in den Archiven von Lloyd’s festgestellt worden war, dass der Dampfer mit dem Notsignal eine Positionsangabe gesendet hatte. Das Wrack liegt etwa 35 Seemeilen vor St. Augustine in 30 Metern Tiefe.

## Trivia
Am 18. Mai 2015 platzierte die auf Falschmeldungen spezialisierte Website World News Daily Report die Nachricht, das Schiff sei ohne Besatzung vor der kubanischen Küste gesichtet worden.
Im Film Unheimliche Begegnung der dritten Art von Steven Spielberg aus dem Jahr 1977 taucht (ab der neuen Version von 1980) in einer Filmsequenz das ursprünglich im Bermudadreieck verschwundene Schiff SS Cotopaxi im mongolischen Teil der Wüste Gobi wieder auf.